# Czernidłakowate
Czernidłakowate (Coprinaceae) – nieużywana obecnie w systematyce rodzina grzybów, znajdująca się w rzędzie pieczarkowców. Część rodzajów przeniesiono do rodzin pieczarkowatych i Psathyrellaceae.

## Systematyka
Niektóre rodzaje niegdyś należące do rodziny Coprinaceae:
- Kieliszeczek (Chromoscyphella)
- Czernidłak (Coprinus)
- Kruchawica (Lacrymaria)
- Kruchaweczka (Psathyrella)